# Ol'skij rajon
L'Ol'skij rajon (in russo Ольский район?) è un rajon della Russia con capoluogo Ola, istituito nel 1926.

## Centri abitati
- Ola
- Arman'
- Balagannoe
- Gadlja
- Klëpka
- Radužnyj
- Talon
- Taujsk
- Tachtojamsk
- Jamsk
- Jana
- Janskij